# Chaetolopha
Chaetolopha is een geslacht van vlinders van de familie spanners (Geometridae), uit de onderfamilie Larentiinae.

## Soorten
- C. coerulescens Warren, 1906
- C. decipiens Butler, 1888
- C. emporias Turner, 1904
- C. flavicorpus Warren, 1906
- C. incurvata Moore, 1888
- C. leucophragma Meyrick, 1891
- C. niphosticha Turner, 1907
- C. ornatipennis Warren, 1906
- C. oxyntis Meyrick, 1891
- C. pteridophila Turner, 1907
- C. rubicunda Swinhoe, 1902
- C. synclinogramma Prout, 1916
- C. tafa Prout, 1941
- C. turbinata Prout, 1941